# كولونيا (فلم)
كولونيا هو فيلم عام 2015 تاريخية فيلم إثارة من إخراج فلوريان جالنبرجر، إنتاج بنجامين هيرمان، تأليف تورستن وينزل وجالنبرغر، وبطولة إيما واتسون ودانيال برول ومايكل نيكفيست. تم وضع الفيلم على خلفية الانقلاب العسكري التشيلي عام 1973 و "كولونيا ديغنيداد"، وهي طائفة سيئة السمعة في جنوب تشيلي، بقيادة واعظ علماني ألماني بول شيفر. الفيلم عبارة عن إنتاج دولي مشترك لشركات في المملكة المتحدة، ألمانيا، لوكسمبورغ، فرنسا.
بدأ التصوير الرئيسي في 2 أكتوبر 2014 في لوكسمبورغ ؛ تم التصوير أيضًا في ألمانيا والأرجنتين. أقيم عرض الفيلم العالمي الأول في مهرجان تورنتو السينمائي الدولي لعام 2015 في قسم العروض التقديمية الخاصة. تم إصدار الفيلم في ألمانيا في 18 فبراير 2016، في المملكة المتحدة في 1 يوليو 2016، وفرنسا في 20 يوليو 2016.

## القصة
في عام 1973 تورط دانيال ولينا وهما زوجان ألمانيان شابان في انقلاب عسكري تشيلي في وقت تم فيه اعتقال أنصار الرئيس المخلوع سلفادور أليندي من قبل الجيش تحت قيادة الجنرال أوغوستو بينوشيه. عندما يتم اختطاف دانيال من قبل دينا الشرطة السرية لبينوشيه تحاول لينا العثور على صديقها وإنقاذه. تتبعه إلى منظمة مغلقة تسمى "كولونيا ديغنيداد"، والتي تقدم نفسها على أنها مهمة خيرية يديرها واعظ علماني بول شيفر. تنضم لينا إلى المنظمة لإنقاذ صديقها، فقط لتعلم أنها عبادة لم يهرب منها أحد. وجدت لاحقًا دانيال، الذي يتصرف معاقًا ليتم تجاهله. يكتشف دانيال أن المنظمة هي أيضًا مركز عمليات غير قانوني لـ DINA. تحاول لينا ودانيال الهروب من كولونيا ديجنداد مع الممرضة الحامل أورسيل. قُتل أورسيل وهرب كل من لينا ودانيال إلى سفارة ألمانيا الغربية. موظف من السفارة يخونهم لكن العشاق يخرجون من البلاد عن طريق الجو مع أدلة فوتوغرافية تدين كولونيا ديجنداد.

## البطولة
| - إيما واتسون في دور لينا، وهي شابة تنضم إلى العقيدة كولونيا ديجنيداد لإنقاذ صديقها دانيال. - دانيال برول في دور دانيال، صديق لينا، مواطن ألماني خطفه رجال الشرطة السرية الجنرال أوجوستو بينوشيه. - مايكل نيكفيست في دور بول شيفر، زعيم كولونيا ديجنيداد. - ريشنده كاري كجيزيلا - فيكي كريبس في دور أرسل - جين فيرنر دور دورو - سيزار بوردون في دور مانويل كونتريراس - أغسطس زيرنر سفيرا ألمانيا - مارتن واتكي في دور نيلز بيدرمان - جوليان أوفندن باسم رومان بروير - نيكولاس بارسوف في دور خورخي |

## الإنتاج
في 29 سبتمبر 2014، أُعلن أن إيما واتسون ودانيال برول سيمثلان دوراً ثنائياً في الفيلم القادم الذي يستند إلى خلفية تاريخية حقيقية، من إخراج فلوريان جالنبرغر الذي شارك -كتب النص مع تورستن وينزل. سينتج بنيامين هيرمان الفيلم من خلال ماجستيك للأنتاج وسيشارك نيكولاس ستيل في الإنتاج من خلال إيريس للإنتاج. ستكون كولجا براندت مديرة التصوير، وسيكون هانسيورغ ويكيبريتش هو محرر الفيلم. في 27 أكتوبر، انضم مايكل نيكفيست للفيلم ليقوم ببطولة باول.
التصوير الرئيسي بدأ في 2 أكتوبر 2014 في لوكسمبورغ،  حيث تم تصويرها Haut Martelange بالقرب من رامبروش على الحدود بين لوكسمبورغ وبلجيكا. استمر التصوير في لوكسمبورغ حتى نهاية أكتوبر، ثم انتقل الإنتاج إلى ألمانيا لمزيد من التصوير في ميونخ وبرلين. تم تصويره أيضًا في بوينس آيرس حتى أوائل عام 2015.

## وصلات خارجية
- مقالات تستعمل روابط فنية بلا صلة مع ويكي بيانات